# Sustituyente

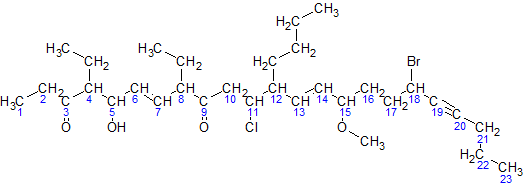
Fórmula semidesarrollada de 18-bromo-12-butil-11-cloro-4,8-dietil-5-hidroxi-15-metoxi-6,13-dien-19-in-3,9-diona-tricosano, mostrando la cadena principal con 23 átomos de carbono.

En química orgánica, un sustituyente es un heteroátomo, grupo funcional o grupo alquilo, que ocupa el lugar de un átomo de hidrógeno de un hidrocarburo o de un grupo saliente de un compuesto orgánico en general.
En el caso en que existan ramificaciones, la cadena principal es la más larga. En dicha cadena principal deben estar los enlaces múltiples de los compuestos insaturados y la mayoría de los grupos funcionales. El número de átomos de carbono de la cadena principal se utiliza para nombrar dichos compuestos según las reglas de la nomenclatura IUPAC.

## Símbolos de pseudoelementos
También hay símbolos que parecen ser símbolos químicos elementales, pero representan sustituyentes muy comunes o indican un miembro no específico de un grupo de elementos. Estos son conocidos como símbolos de pseudoelementos, o elementos orgánicos. Los símbolos más ampliamente usados son R para cualquier resto orgánico o hidrógeno y Ph, que representa al grupo fenilo. A continuación se muestra una lista de pseudoelementos:

### Elementos
- X para cualquier átomo de halógeno
- D para un átomo de deuterio
- M para cualquier átomo metálico
- T para un átomo de tritio

### Grupos alquilo
- R para cualquier grupo alquilo, o incluso para cualquier sustituyente
- Me para el grupo metilo
- Et para el grupo etilo
- n-Pr para el grupo propilo
- i-Pr para el grupo isopropilo
- Bu para el grupo butilo
- i-Bu para el grupo isobutilo
- s-Bu para el grupo butilo secundario
- t-Bu para el grupo butilo terciario
- Pn para el grupo pentilo
- Hx para el grupo hexilo
- Hp para el grupo heptilo
- Cy para el grupo ciclohexilo

### Sustituyentes aromáticos
- Ar para cualquier sustituyente aromático
- Bn para el grupo bencilo
- Bz para el grupo benzoílo
- Mes para el grupo mesitilo
- Ph para el grupo fenilo
- Tol para el grupo tolil
- Cp para el grupo ciclopentadienilo
- Cp* para el grupo pentametilciclopentadienilo

### Grupos funcionales
- Ac para el grupo acetilo (Ac es también el símbolo para el elemento actinio. Sin embargo, en química orgánica casi nunca se encuentra al actinio, así que el uso de Ac para representar al grupo acetilo nunca causa confusión)

### Grupos salientes
- Ts para el grupo tosilo
- Bs para el grupo brosilo
- Ns para el grupo nosilo
- Tf para el grupo trifilo

### En reacciones de sustitución
- Nu para un nucleófilo
- E para un electrófilo
- L para un grupo saliente